# راؤول مارتينيز (رسام)
راؤول مارتينيز هو رسام كوبي، ولد في 1 نوفمبر 1927 في سييغو دي افيلا في كوبا، وتوفي في 2 أبريل 1995 في هافانا في كوبا.